# Beumpale
Beumpale är en ort i Mexiko.   Den ligger i kommunen Chenalhó och delstaten Chiapas, i den sydöstra delen av landet, 800 km öster om huvudstaden Mexico City. Beumpale ligger 1 801 meter över havet och antalet invånare är 390.
Terrängen runt Beumpale är bergig, och sluttar norrut. Runt Beumpale är det ganska tätbefolkat, med 134 invånare per kvadratkilometer. Närmaste större samhälle är Pantelhó, 13,8 km nordost om Beumpale. Omgivningarna runt Beumpale är en mosaik av jordbruksmark och naturlig växtlighet.